# Jacques Hamel
Jacques Hamel (Darnétal, 30 de noviembre de 1930-Saint-Étienne-du-Rouvray, 26 de julio de 2016) fue un sacerdote católico francés asesinado durante el atentado de la iglesia de Saint-Étienne-du-Rouvray de la que era párroco auxiliar. Es venerado en la Iglesia católica, habiendo sido declarado Siervo de Dios por el papa Francisco.

## Vida
Fue ordenado sacerdote el 30 de junio de 1958 por el arzobispo de Ruan, Joseph-Marie Martin. Ese mismo año fue destinado vicario de la parroquia de San Antonio de Le Petit-Quevilly y, en 1967, fue trasladado a la parroquia de Nuestra Señora de Lourdes de Sotteville-lès-Rouen. En 1975, fue nombrado párroco de Saint-Pierre-lès-Elbeuf y en 1988 en Cléon. En el año 2000 fue nombrado párroco in solidum de la parroquia de Saint-Étienne-du-Rouvray, en 2005, al cumplir los 75 años, pasó a ser vicario parroquial, colaborando con el párroco Auguste Moanda Phati en las labores pastorales, puesto que, aunque los sacerdotes pueden retirarse al cumplir 75 años, él prefirió seguir ofreciendo su servicio a la comunidad porque todavía se sentía con fuerzas. A raíz de los atentados terroristas acaecidos en Francia en enero de 2015, fue nombrado miembro de un comité interreligioso regional de la fe musulmana.

### Martirio
Fue martirizado por Malik Petitjean y Adel Kermiche, dos terroristas del Estado Islámico, mientras celebraba misa en su parroquia de San Esteban de Saint-Étienne-du-Rouvray el 26 de julio de 2016. Sus agresores presuntamente gritaron DAESH antes de degollarlo. Su martirio fue el primero que se producía en la Europa occidental en más de 70 años, desde la ejecución del jesuita Alfred Delp, S.J., el 2 de febrero de 1945 en Berlín a manos de los nazis.

## Reacciones
El portavoz de la Santa Sede, Federico Lombardi, dijo que el papa Francisco se encontraba al tanto de los acontecimientos y que sentía dolor y horror ante la «violencia horrible que ha ocurrido en una iglesia, un lugar sagrado en el que se anuncia el amor de Dios».
El arzobispo de Ruan, Dominique Lebrun, que estaba asistiendo a la Jornada Mundial de la Juventud 2016 en Polonia, dijo en respuesta al ataque: «la Iglesia católica no puede tener armas distintas de las de la oración y la fraternidad entre los hombres».
Por su parte, Mohammed Karabila, presidente del Instituto Regional de la Fe Musulmana de Normandía, dijo que era «un hombre de paz y de fe, con un cierto carisma, una persona que dedicó su vida a sus ideas y a la religión. Sacrificó su vida por los demás».

## Causa de beatificación y canonización
En septiembre de 2016 la organización Ayuda a la Iglesia que Sufre anunció que en honor a la muerte del sacerdote Hamel ofrecería 1000 becas a seminaristas de todo el mundo para que pudiesen concluir sus estudios. Así mismo, el breviario que pertenecía al religioso se conserva en la Basílica de San Bartolomé en la Isla Tiberina como una reliquia, pues según el papa Francisco el padre Hamel puede ser considerado ya un mártir a quien pedir intercesión, aun cuando, haya que esperar cinco años para iniciar su proceso de beatificación.
El 2 de octubre de 2016 la arquidiócesis de Ruan anunció que el papa autorizó la apertura del proceso sin esperar cinco años después de su muerte.